# Gerry Healy

Gerard Thomas "Gerry"  Healy (3 de dezembro de 1913 - 14 de Dezembro de 1989), foi um ativista político, co-fundador do Comitê Internacional da Quarta Internacional , e, de acordo com o trotskista norte-americano David North , o líder do movimento trotskista na Grã-Bretanha entre 1950-1985.  Sua versão do trotskismo tornou-se conhecido como "Healyismo" 

## Biografia
Gerard Thomas Healy nasceu em Ballybane, Irlanda, em 3 de Dezembro de 1913. Filho de Michael Healy, um pequeno-agricultor católico, e sua esposa, Margaret Mary Rabbitte. Após a educação escolar, Gery Healy deixou a Irlanda e foi para a Grã-Bretanha, nesta época ganhava a vida como operador de rádio em navios. "Desempregado em grande parte da década de 1930, durante a guerra ele trabalhou em fábricas de munições, fez um breve treinamento como desenhista".
Por volta de 1931, Gery Healy tornou-se membro da Young Communist League (YCL, Juventude Comunista), o ramo juvenil do Comunist Party of Great Britain (CPGB, Partido Comunista da Grã-Bretanha), e alguns anos após ingressou nas fileiras do próprio partido, tendo reputação de ser um bom orador , organizador e agitador sindical e do partido. Na década de 1930, Healy aproximou-se das posições trotskistas e logo foi expulso do CPGB. Ingressou nas fileiras do grupo “The Militant”, um dos pequenos grupos de seguidores de Leon Trotsky na Grã-Bretanha. Em 1939 Healy ajudou a fundar a Worker Internacional League (WIL, Liga Internacional dos Trabalhadores), liderada por Jock Haston e Lee Ralph. Expulso do WIL em 1943 no final da II Guerra Mundial, Healy passa a organizar o Revolutionary Communist Party (RPC, Partido Comunista Revolucionário), produto da fusão de algumas organizações trotskistas até então rivais na Grã-Bretanha. Durante os anos após a Guerra, Healy tornou um dos líderes do RPC e cooperou estreitamente com Sam Gordon, permanecendo então na Europa como um homem de ligação entre o partido trotskista americano, o Socialist Worker Party (SWP,  Partido Socialista dos Trabalhadores ) e do Secretariado Internacional da Quarta Internacional (SIQI), cujo secretário e figura mais influente na época era Michel Pablo (Raptis).
No final da década de 1940, Healy tornou-se um grande defensor do entrismo organizando RCP a entrar no  Labour Party britânico(LP, Partido Trabalhista), posição  apoiada pelos líderes do SIQI. Assim, o RCP, foi teoricamente dissolvido e Healy tornou-se o líder daqueles que realizaram entrismo no LP. O grupo liderado por Healy ficou conhecido na década de 1950 como The Clube e tinha em mente conquistar um número considerável de militantes comunistas e intelectuais que desiludidos com o estalinismo tinham deixado o Partido Comunista na esteira dos eventos da Hungria e da Polônia em 1956 e do Khrushchev  discurso "secreto" no  20º Congresso do Partido Comunista da União Soviética. Quando em 1953 a Quarta Internacional se dividiu, Healy se alinhou com o SWP americano liderado por James Patrick Cannon e com a maioria do partido trotskista francês, sob a liderança de Pierre Lambert e Bleibtreu Marcel. O SWP, os grupos de Healy e Lambert, juntamente com alguns adeptos em outros paises formaram o Comitê Internacional da Quarta Internacional (CIQI) contestando o SIQI de Michel Pablo, Ernest Mandel e Pierre Frank. Healy tornou-se Secretario do CIQI e quando alguns anos mais tarde, o SWP americano de um lado e a maioria dos participantes da SIQI do outro procuraram uma reunificação do movimento trotskista internacional, os healistas e os lambertistas se colocaram contra ela e, consequentemente, manteve-se fora da Quarta Internacional reunificada  (chamada também de Secretariado Unificado da Quarta Internacional, SUQI, formada em 1963). Em nome da "ortodoxia" trotskista, eles continuaram a atacar a SUQI sob a bandeira da luta contra o "revisionismo Pablista".
Na Grã-Bretanha,  The Clube de Healy teve sucesso em aliciar alguns militantes da ala esquerda do Partido Trabalhista e por um tempo conquistar a liderança da juventude trabalhista. Healy lançou um novo semanário em 1958 chamado Newsletter, e reorganizou o seu grupo com o nome de Socialist Labour League (SLL, Liga Socialista Trabalhista) em 1959, desistindo do “entrismo” depois que seus seguidores foram expulsos do Partido Trabalhista. Em 1973, a SLL foi renomeada como Workers Revolutionary Party (WRP, Partido Revolucionário dos Trabalhadores) que, por muitos anos, foi capaz de publicar um tablóide diário, Line News, e que durante vários anos foi uma das mais poderosas forças da esquerda da política britânica. Até que na década de 1970 ocorreu um grande número de divisões, quando um número considerável de militantes de longa data abandonaram o partido ou foram expulsos por Healy, como por exemplo, o grupo liderado por Alan Thournett que formou a Worker Socialist League (WSL, Liga Socialista Operária), em 1974.
Em 1985, Healy foi confrontado pelo seu próprio braço direito Cliff Slaughter e outros quadros dirigentes do WRP sob a acusação de terem aceitado dinheiro de regimes do Oriente Médio. A divisão dentro do WRP entre militantes pró-Healy e anti-Healy durou anos, e acabou levando o WRP a implodir em vários pequenos grupos rivais, alguns deles repudiando o healysmo, embora alguns continuassem a mesma política sem o Healy.
Nesta época Healy foi expulso do Comitê Internacional (CIQI), que ele tinha reorganizado com o mesmo nome do antigo CIQI (que englobava healystas e lambertistas e que tinha se dividido precocemente na década de 1970.
Healy conseguiu angariar alguns militantes dos vários rachas do WRP para formar o Marxist Party (MP, Partido Marxista) em 1987. Durante os últimos anos da vida, Gery Healy se convenceu de que Mikhail Gorbachev seria o líder de uma revolução política na União Soviética. Apenas um punhado de seus seguidores permaneceram fiéis, particularmente Corin e Vanessa Redgrave, dois dos membros mais proeminentes e antigos do partido healysta. Juntamente com Vanessa Redgrave, Healy visitou a URSS em 1987 e 1989.
Healy morreu aos 76 anos de ataque cardíaco no Hospital St. Thomas em Londres, em 14 de dezembro de 1989.